# Vodácký úsek Starý Bohumín – Zabełków
Vodácký úsek Starý Bohumín - Zabełków se nachází na řece Odře na česko-polské státní hranici v okrese Karviná v Moravskoslezském kraji.
Vodácký úsek se nachází v Přírodní památce Hraniční meandry Odry a začíná u mostu na české straně ve Starém Bohumíně (u limnigrafické stanice a Hraničního přechodu Starý Bohumín - Chałupki) nebo na polské straně v Chałupkách (Hraniční přechod Chałupki poblíž zámku Chałupki). Úsek pak pokračuje malebnými meandry řeky Odry, kde míjí zprava "Výhled na hraniční meandry Odry" a potok Bajcůvka, zleva Rozhlednu Hraniční meandry Odry s vhodnou možností zastavení spojeného s výstupem na rozhlednu. Od rozhledny lze pokračovat dále po proudu, kde proud řeky míjí zprava přítok Bohumínská stružka a Bývalý přístav u vesnice Šunychl a turistický přístřešek "Na vyhlídce". Pak cesta míjí zleva potok Bełk (česky Bečva) a zprava soutok řeky Odry a Olše. Další krátký úsek již vede Polskem k silničnímu mostu přes řeku Odru, za kterým je výstupní místo v Zabełkowě (Pomost betonowy - Zabełków - 718,2 LB), kde lze cestu ukončit.
Splavení vodáckého úseku na kanoi trvá přibližně 2 hodiny a má délku cca 7,2 km. Nástupní i výstupní místo je zpevněné a vybaveno schody.
Pokud není velká voda, tak lze charakterizovat tento úsek jako poměrně jednoduše sjízdný a vhodný pro začátečníky, nenacházejí se na něm jezy, jen občasné menší peřeje a obvyklé nebezpečí představují jen možné kmeny stromů uvízlé v řece. Celý úsek řeky má velmi cenný přírodní neregulovaný charakter toku s vysokými hlinitými břehy a štěrkovými břehy a s možností pozorování především vodních ptáků, ledňáčků, břehulí aj.

## Další informace
Město Bohumín umožňuje zapůjčení lodí a následný zpětný odvoz ze Zabełkowa zpátky do Bohumína.
Na celém úseku není možnost zakoupení občerstvení.
Po pravé straně řeky Odry, tj. na české straně, vede Naučná stezka Hraniční meandry Odry a částečně také cyklostezka.
Po levé straně řeky Odry, tj. na polské straně, vede naučná stezka Ścieżka przyrodnicza Meandry Rzeki Odry a cyklostezka.

## Galerie

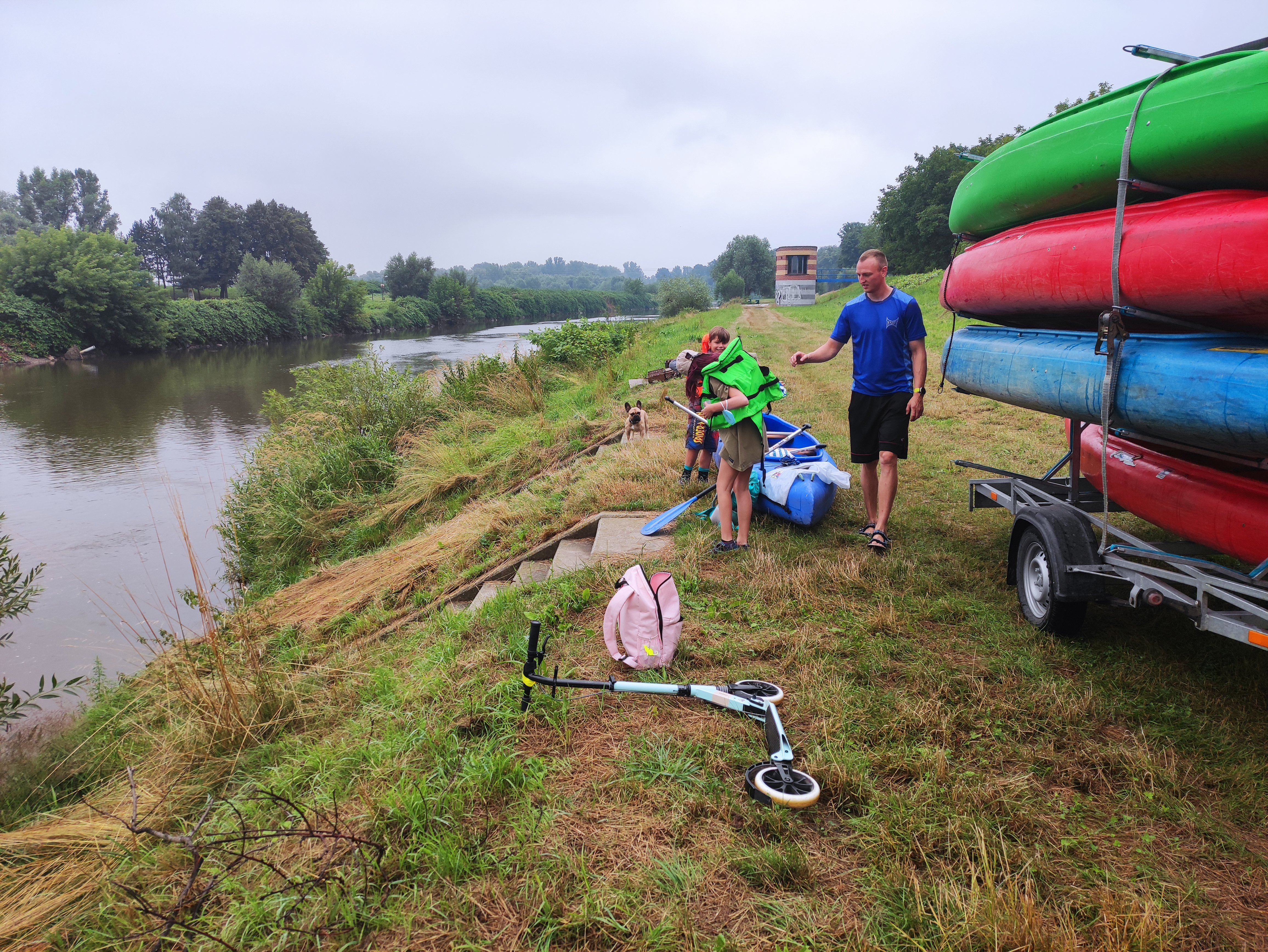
Nástupní místo Starý Bohumín
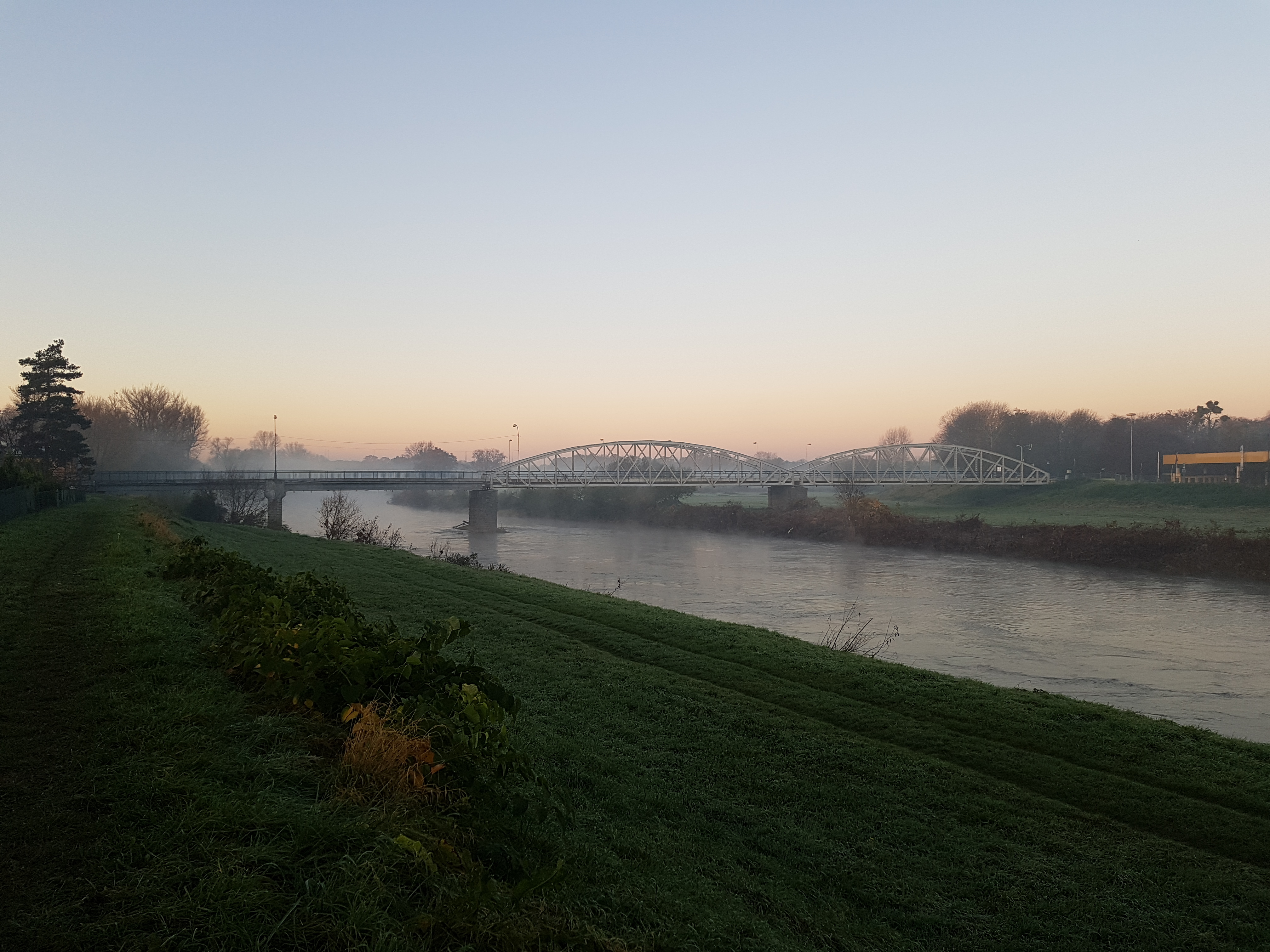
Nástupní místo Starý Bohumín
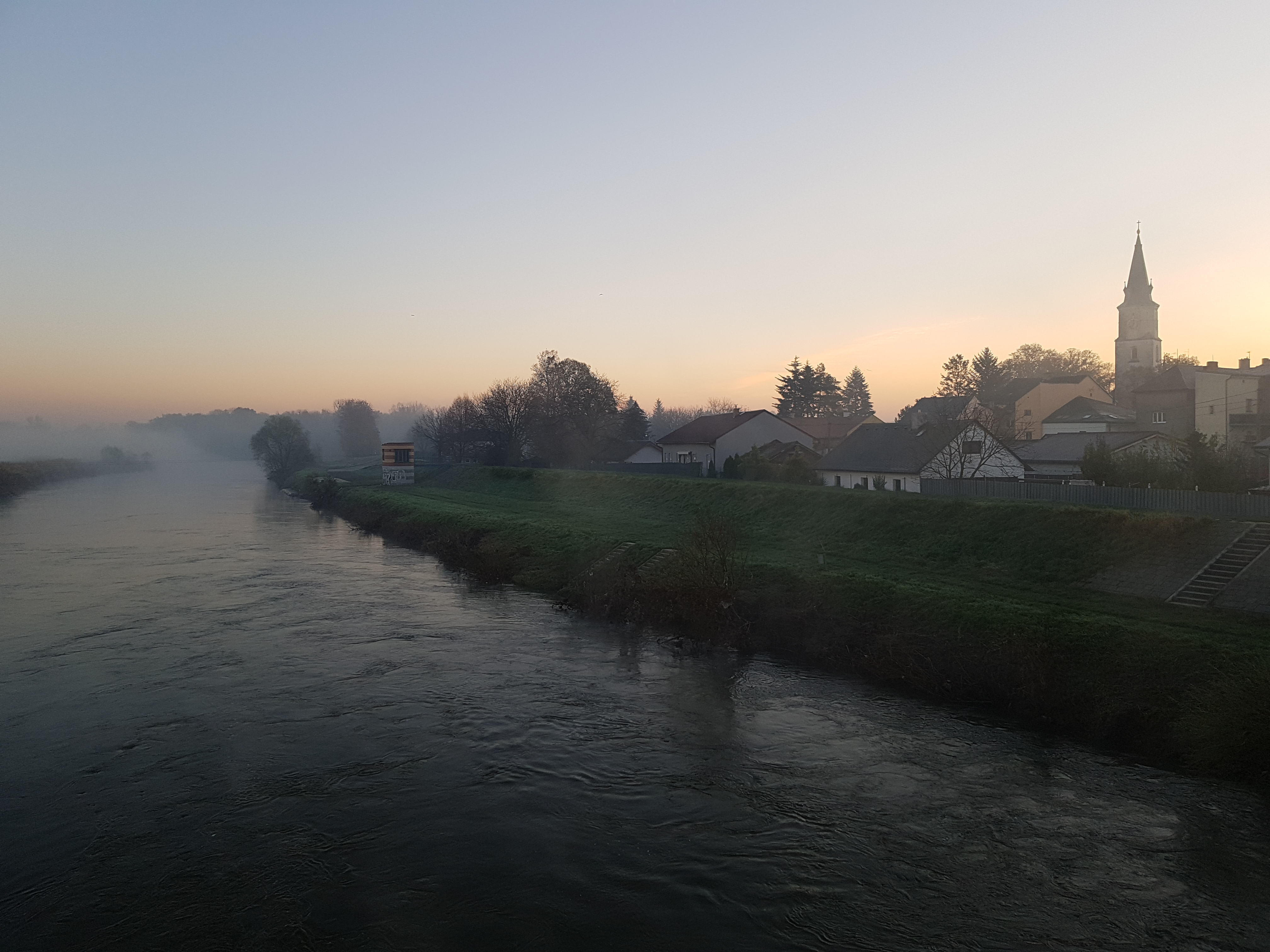
Nástupní místo Starý Bohumín
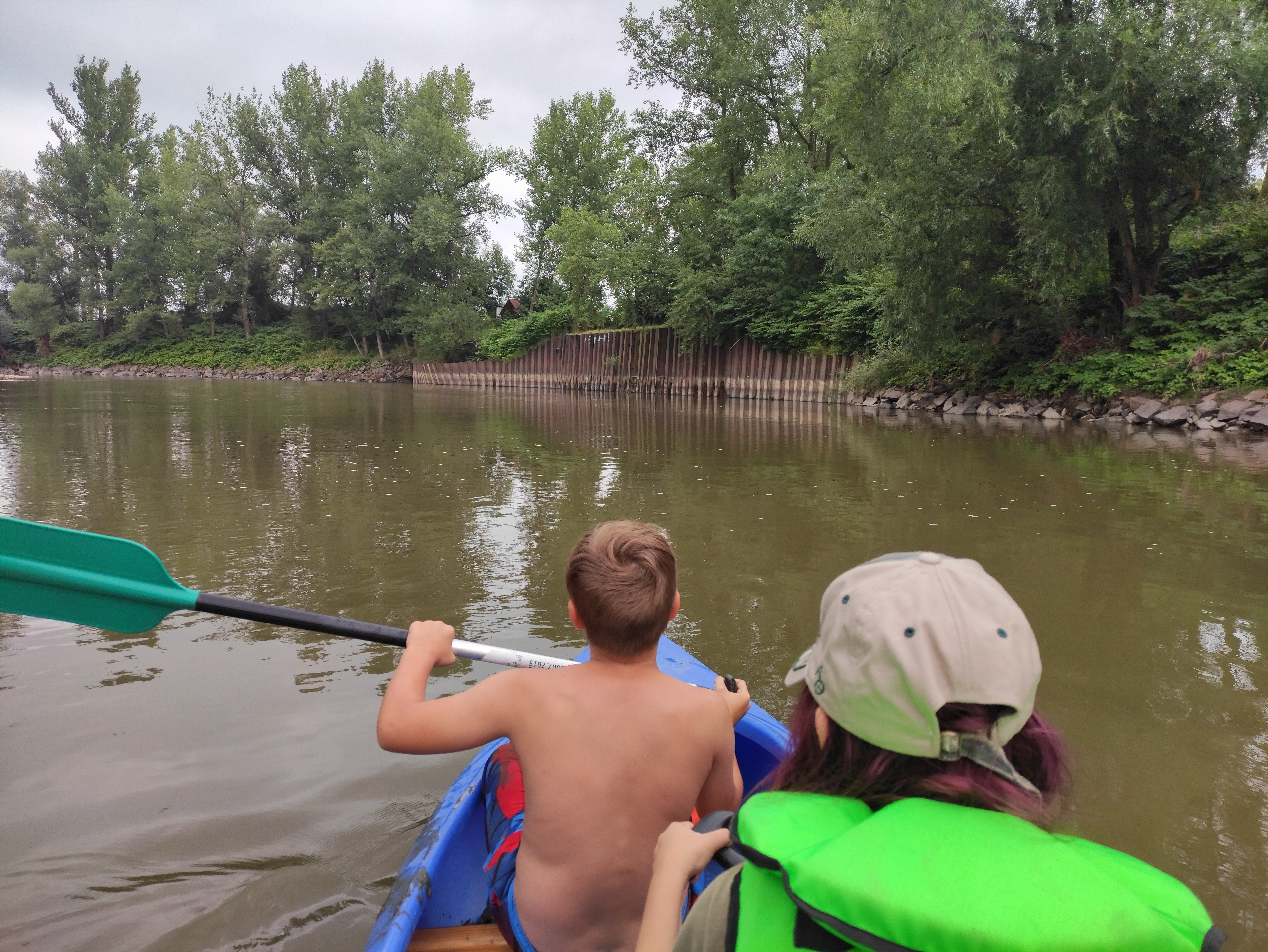
Odra u Bývalého přístavu
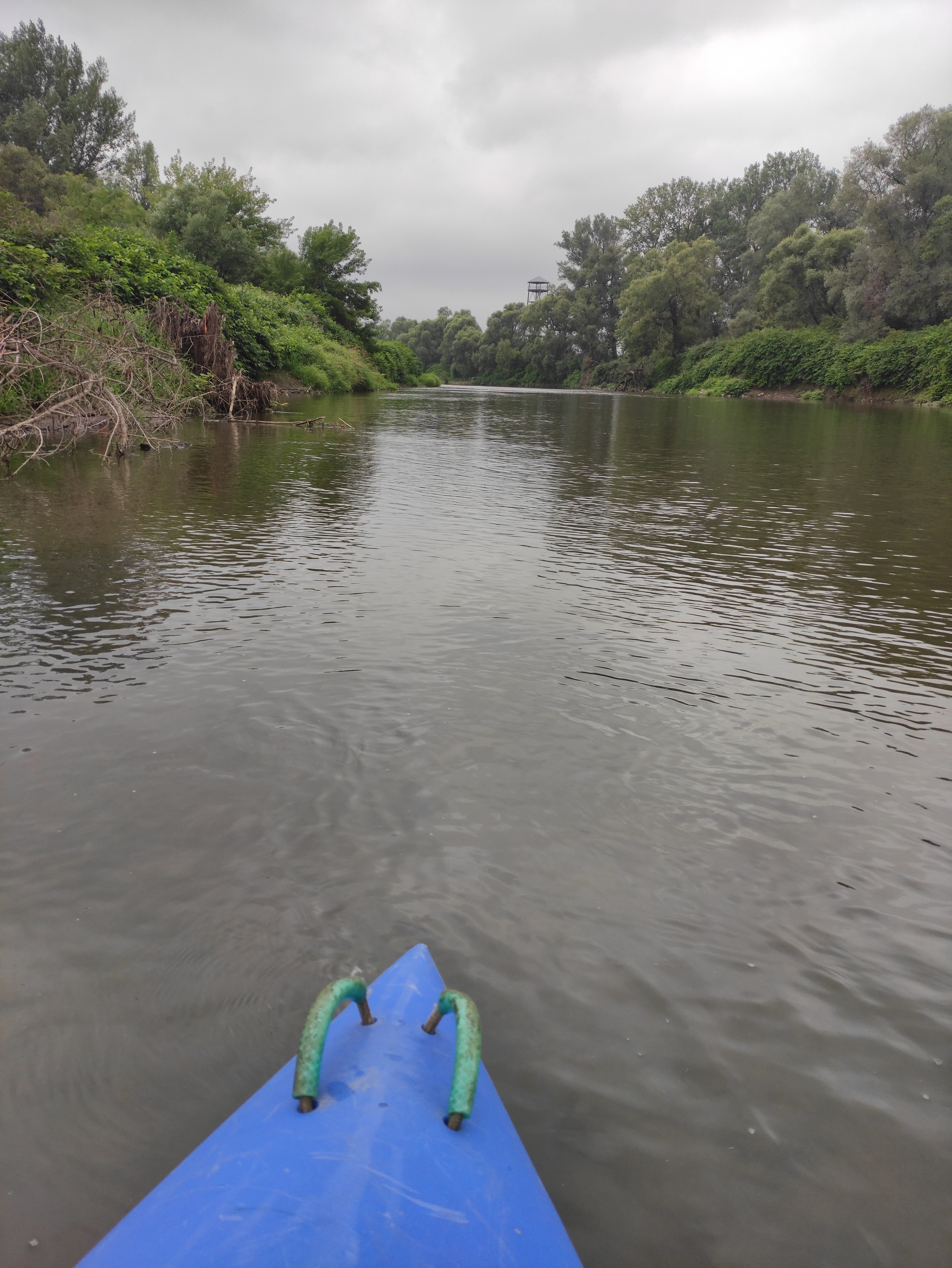
Na řece Odře (v pozadí Rozhledna Hraniční meandry Odry)
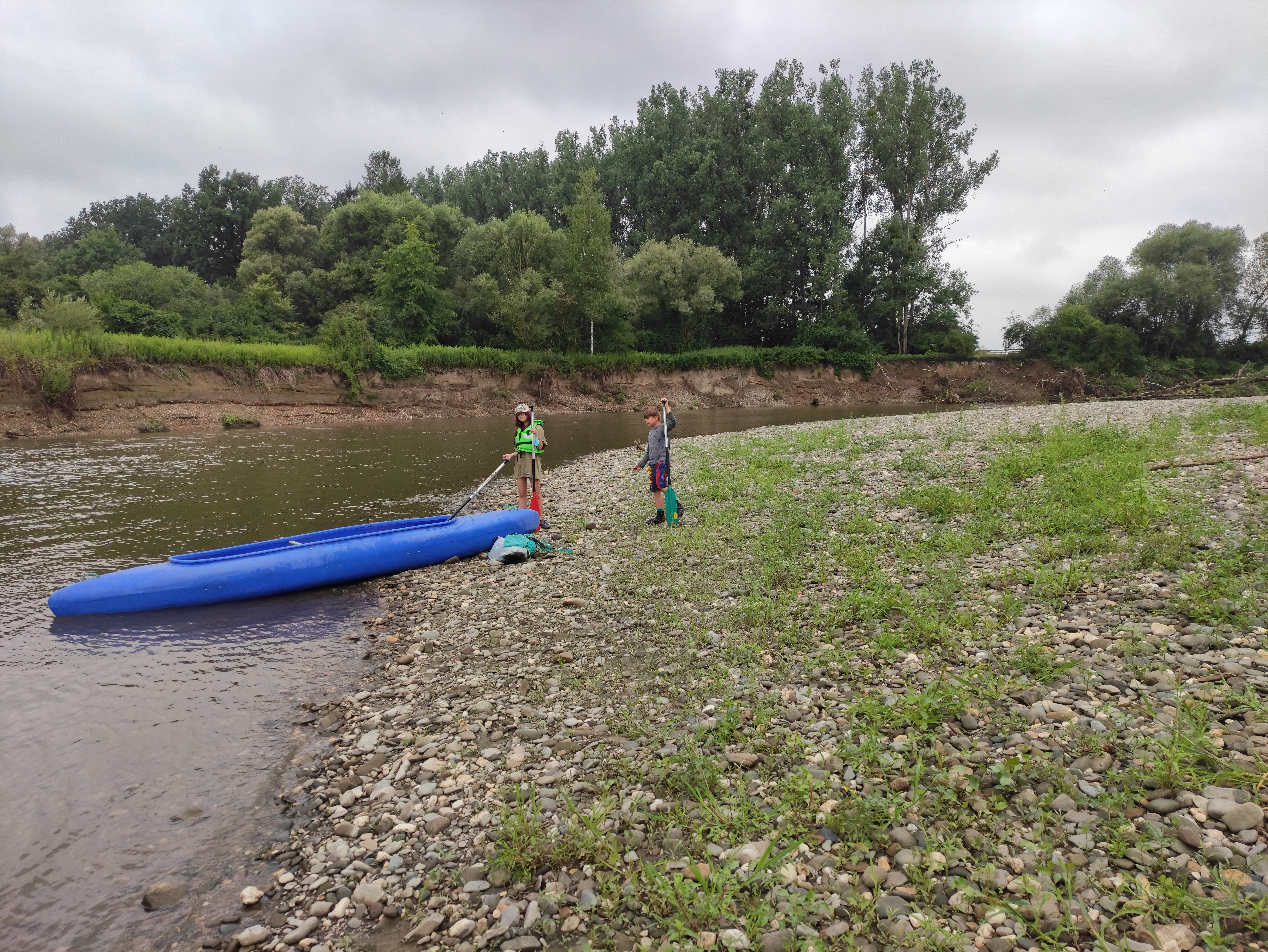